# Zeche Morgenstern (Witten)
Die Zeche Morgenstern im Wittener Ortsteil Vormholz-Hardenstein ist ein ehemaliges Steinkohlenbergwerk. Das Bergwerk war auch unter den Namen Zeche Morgenstern Gerichts Herbede und Zeche Morgenstern bei Berghausen bekannt. Das Bergwerk befand sich östlich der Burgruine Hardenstein.

## Bergwerksgeschichte

### Morgenstern
Am 20. November des Jahres 1767 wurde die Mutung durch Johann Henrich Oberste Frielinghaus eingelegt. Anschließend wurde das Bergwerk in Betrieb genommen. Der Gewerke Oberste Frielinghaus ließ zusammen mit weiteren Gewerken das Flöz Kreftenscheer bearbeiten. Für die Aufsicht des Bergwerkbetriebes wurde der Schichtmeister Rosendahl des Nachbarbergwerks Weselbank verpflichtet. Ab dem Jahr 1769 war das Bergwerk in Betrieb. Es wurde ein Stollen am Hang zum Muttental aufgefahren. Das Stollenmundloch befand sich in der Nähe der Mauern von Haus Hardenstein. Im Jahr 1774 wurde das Grubenfeld vermessen. Im Jahr 1786 wurde das Grubenfeld durch den St. Johannes Erbstollen gelöst. Hierfür wurde eine tiefe Richtstrecke in östlicher Richtung aufgefahren. Durch diese Anbindung an den Erbstollen war es nun möglich, die abgebauten Kohlen direkt bis zur Ruhr zu fördern. Um die Förderung im Stollen zu verbessern, wurde von Seiten des Bergamtes vorgeschlagen, ein Huntgestänge im Stollen zu installieren. Da der Einbau dieser Fördereinrichtung den Gewerken zu kostspielig war, baten sie das Bergamt, die Kohlen weiterhin mittels Karren fördern zu dürfen. Im Jahr 1797 wurde eine Kohlenniederlage an der Ruhr erstellt. Im Jahr 1800 wurde das Grubenfeld aufgeteilt in Morgenstern und Morgenstern ins Westen. Im Jahr 1802 wurde mit anderen Bergwerken der Vereinigungsstollen aufgefahren. Im Jahr 1804 wurde das Grubenfeld vermessen. Im Jahr 1815 wurde das Bergwerk unter dem Namen Zeche Vereinigte Morgenstern Tiefbau weiter betrieben.

### Vereinigte Morgenstern Tiefbau
Die Zeche Vereinigte Morgenstern Tiefbau wurde im Jahr 1815 zum ersten Mal in den Unterlagen des Bergamtes so genannt, vorher war das Bergwerk als Zeche Morgenstern in Betrieb. Das Bergwerk war auch als Zeche Vereinigte Morgenstern bekannt. Ab dem 1. Mai des Jahres 1837 war das Bergwerk wieder in Betrieb. In diesem Jahr wurde über ein Gesenk der Übergang zum Tiefbau begonnen. Im darauffolgenden Jahr war das Bergwerk zwar in Betrieb, es fand jedoch keine Kohlenförderung statt. Im Jahr 1839 wurde der Betrieb im Tiefbau begonnen. Die abgebauten Kohlen wurden über den Schacht Orion der Gemeinschaftszeche St. Johannes Erbstollen & Frielinghaus Tiefbau gefördert. Für die Mitbenutzung des Schachtes musste die Zeche Vereinigte Morgenstern Tiefbau ein Neuntel des Förderertrages an die Zeche St. Johannes Erbstollen & Frielinghaus Tiefbau zahlen. Im Jahr 1839 wurden das Grubenfeld der Zeche Vereinigte Morgenstern & Kurzeggerbänker Tiefbau sowie die Restfelder der Zechen Morgenstern ins Westen und Morgenstern ins Osten übernommen. Die Berechtsamen für die beiden Restfelder galt für den Abbau oberhalb der Stollensohlen. Im Jahr 1841 wurde bis auf zehn Lachter unterhalb der Stollensohle abgebaut. Die Lösung des Grubenfeldes erfolgte durch den St. Johannes Erbstollen. Im Jahr 1849 waren die Kohlenvorräte im Grubenfeld erschöpft. Noch im selben Jahr wurde die Förderung über den Schacht Orion eingestellt. Im Jahr 1851 wurde die Zeche Vereinigte Morgenstern Tiefbau stillgelegt.

## Förderung und Belegschaft
Die ersten Förderzahlen stammen aus dem Jahr 1837, es wurden 1083 Scheffel Steinkohle gefördert. Im Jahr 1840 wurden über 5000 Tonnen Steinkohle gefördert. Im Jahr 1842 lag die Förderung bei 76.876 preußischen Tonnen Steinkohle. Die ersten bekannten Belegschaftszahlen des Bergwerks stammen aus dem Jahr 1845, damals waren zwischen 12 und 57 Bergleute auf dem Bergwerk beschäftigt, die eine Förderung von 91.497 Scheffel Steinkohle erbrachten. Die letzten bekannten Förder- und Belegschaftszahlen des Bergwerks stammen aus dem Jahr 1847, in diesem Jahr 12 bis 73 Bergleute auf dem Bergwerk beschäftigt, die eine Förderung von 126.863 Scheffel Steinkohle erbrachten.

## Vereinigte Morgenstern & Kurzeeggerbänker Tiefbau
Die Zeche Vereinigte Morgenstern & Kurzeeggerbänker Tiefbau ist durch die Vereinigung der vorher eigenständigen Zechen Morgenstern ins Westen und Morgenstern ins Osten mit der Zeche Kurze Eggersbank entstanden. Für die beiden Zechen Morgenstern ins Westen und Morgenstern ins Osten erfolgte die Vereinigung unterhalb der Stollensohle. Zweck der Vereinigung dieser drei Zechen war der gemeinsame Übergang zum Tiefbau unterhalb der Stollensohle. In diesem Jahr wurden von der Zeche Vereinigte Morgenstern & Kurzeeggerbänker Tiefbau 21.296 preußische Tonnen Steinkohle gefördert. Die Förderung der abgebauten Kohlen erfolgte über den Vereinigungsstollen. In den Jahren 1839 und 1840 wurde die Zeche Vereinigte Morgenstern & Kurzeeggerbänker Tiefbau von der Zeche Vereinigte Morgenstern Tiefbau übernommen.